# Liste des circonscriptions législatives de l'Aude
Le département français de l'Aude est, sous la Cinquième République, constitué de trois circonscriptions législatives, ce nombre étant stable depuis 1958. Leurs limites ont été redéfinies lors du redécoupage de 1986 et de celui de 2010, en vigueur à compter des élections législatives de 2012.

## Présentation
Par ordonnance du 13 octobre 1958 relative à l'élection des députés à l'Assemblée nationale, le département de l'Aude est d'abord constitué de trois circonscriptions électorales.
Lors des élections législatives de 1986 qui se sont déroulées selon un mode de scrutin proportionnel à un seul tour par listes départementales, le nombre de trois sièges de l'Aude a été conservé.
Le retour à un mode de scrutin uninominal majoritaire à deux tours en vue des élections législatives suivantes, a maintenu ce nombre de trois sièges,, selon un nouveau découpage électoral.
Le redécoupage des circonscriptions législatives réalisé en 2010 et entrant en application à compter des élections législatives de juin 2012, a modifié la répartition des circonscriptions de l'Aude, en maintenant le nombre de trois.

## Composition des circonscriptions

### Composition des circonscriptions de 1958 à 1986
À compter de 1958, le département de l'Aude comprend trois circonscriptions.
- 1re circonscription : Mas-Cabardès, Peyriac, Alzonne, Conques, Montréal, Carcassonne-Ouest, Carcassonne-Est, Capendu, Lagrasse, Mouthoumet.
- 2e circonscription : Ginestas, Coursan, Lézignan-Corbières, Narbonne, Durban, Sigean, Tuchan.
- 3e circonscription : Castelnaudary-Nord, Castelnaudary-Sud, Saissac, Belpech, Salles-sur-l'Hers, Fanjeaux, Alaigne, Chalabre, Limoux, Saint-Hilaire, Quillan, Couiza, Axat, Belcaire.

### Composition des circonscriptions de 1988 à 2012
À compter du découpage de 1986, le département de l'Aude comprend trois circonscriptions regroupant les cantons suivants :
- 1re circonscription : Capendu, Carcassonne-I, Carcassonne-II, Carcassonne-III, Conques-sur-Orbiel, Lagrasse, Mas-Cabardès (sauf commune de Laprade), Mouthoumet, Peyriac-Minervois.
- 2e circonscription : Coursan, Durban-Corbières, Ginestas, Lézignan-Corbières, Narbonne-Est, Narbonne-Ouest, Narbonne-Sud, Sigean, Tuchan.
- 3e circonscription : Alaigne, Alzonne, Axat, Belcaire, Belpech, Castelnaudary-Nord, Castelnaudary-Sud, Chalabre, Couiza, Fanjeaux, Limoux, Montréal, Quillan, Saint-Hilaire, Saissac, Salles-sur-l'Hers, commune de Laprade

### Composition des circonscriptions à compter de 2012
Depuis le nouveau découpage électoral, le département comprend trois circonscriptions regroupant les cantons suivants :
- 1re circonscription : Capendu, Carcassonne-I, Carcassonne-II-Nord, Carcassonne-III, Conques-sur-Orbiel, Durban-Corbières, Ginestas, Lézignan-Corbières, Mas-Cabardès, Peyriac-Minervois
- 2e circonscription : Coursan, Narbonne-Est, Narbonne-Ouest, Narbonne-Sud, Sigean
- 3e circonscription : Alaigne, Alzonne, Axat, Belcaire, Belpech, Carcassonne-II-Sud, Castelnaudary-Nord, Castelnaudary-Sud, Chalabre, Couiza, Fanjeaux, Lagrasse, Limoux, Montréal, Mouthoumet, Quillan, Saint-Hilaire, Saissac, Salles-sur-l'Hers, Tuchan

À la suite du redécoupage des cantons de 2014, les circonscriptions législatives ne sont plus composées de cantons entiers mais continuent à être définies selon les limites cantonales en vigueur en 2010. Les circonscriptions sont ainsi composées des cantons actuels suivants :
- 1re circonscription : cantons de Carcassonne-1, Carcassonne-2 et Carcassonne-3 (sauf partie ouest de Carcassonne et communes de Verzeille et Villefloure), Les Corbières (22 communes), Le Lézignanais, Le Haut-Minervois, Le Sud-Minervois (14 communes) et La Vallée de l'Orbiel (sauf communes d'Aragon et Ventenac-Cabardès), communes de Moux, Roquecourbe-Minervois et Saint-Couat-d'Aude
- 2e circonscription : cantons des Corbières Méditerranée, Le Sud-Minervois (4 communes), Les Basses Plaines de l'Aude, Narbonne-1, Narbonne-2 et Narbonne-3
- 3e circonscription : cantons de Carcassonne-2 et Carcassonne-3 (partie ouest de Carcassonne et communes de Verzeille et Villefloure), Les Corbières (32 communes), La Montagne d'Alaric (sauf communes de Moux, Roquecourbe-Minervois et Saint-Couat-d'Aude), La Piège au Razès, Le Bassin chaurien, La Région-Limouxine, La Malepère à la Montagne Noire et La Haute-Vallée de l'Aude, communes d'Aragon et Ventenac-Cabardès